# Berkshire Hathaway
A Berkshire Hathaway é uma companhia sediada em Omaha, no Nebraska, nos Estados Unidos, que supervisiona e gere um conjunto de empresas subsidiárias. A empresa tem um crescimento médio de 20,3% aos seus acionistas, nos últimos 44 anos, enquanto empregam muitos funcionários e tem uma dívida mínima.
Warren Buffett é o diretor da companhia. Buffett usou a amplitude de rendas gerada nas operações de seguros da Berkshire Hathaway (dinheiro que os segurados detêm temporariamente até que as reivindicações são pagas) para financiar os seus investimentos. No começo de sua carreira com a Berkshire, ele concentrou-se em investimentos a longo prazo em ações cotadas na bolsa, mas, mais recentemente ele voltou-se para comprar empresas inteiras. Berkshire possui agora uma vasta gama de empresas, incluindo ferrovias, empresas de produção de doces, aspiradores de pó, vendas de jóias, jornais, lojas, artigos de decoração, enciclopédias, fabricação e distribuição de uniformes, bem como vários serviços públicos de gás e energia elétrica.

## História
As raízes da Berkshire Hathaway são voltadas a uma empresa de fabricação de têxteis, estabelecida por Oliver Chace em 1839 como Companhia Valley Falls em Valley Falls, Rhode Island. Chace já havia trabalhado para Samuel Slater, o fundador da primeira empresa bem sucedida de têxteis dos Estados Unidos. Chace fundou sua primeira empresa em 1806. Em 1923 a Companhia Valley Falls fundiu-se com a Companhia de Algodão Berkshire, fundada em 1889, em Adams, Massachusetts. A união das companhias ficou conhecida como Berkshire Fine Spinning Associates.

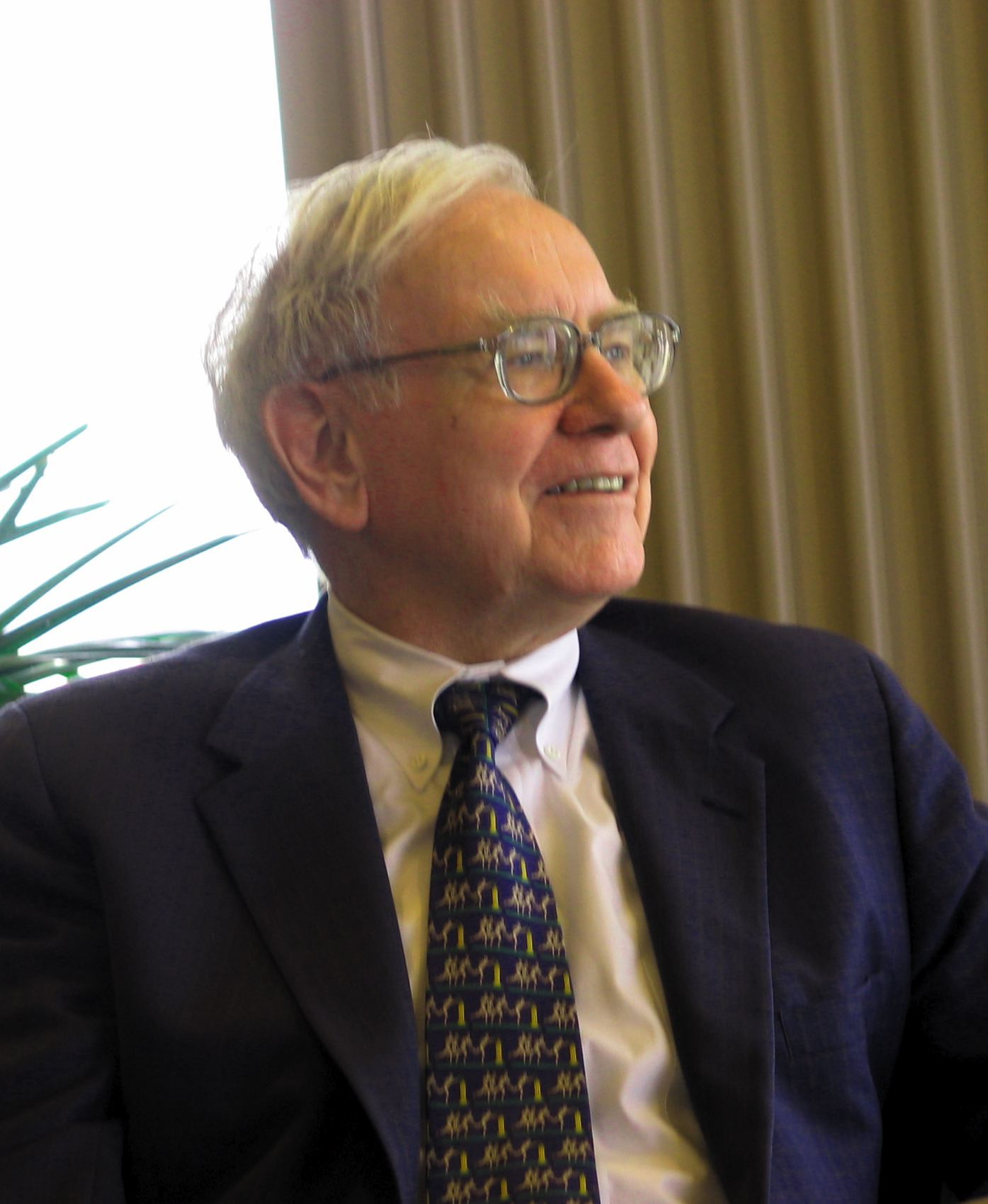
Warren Buffet, presidente da Berkshire Hathaway

Em 1955 a Berkshire Fine Spinning Associates fundiu-se com a Companhia Manufaturada Hathaway, que foi fundada em 1888 em New Bedford, Massaschusetts, por Horatio Hathaway. Hathaway foi bem sucedido em suas primeira décadas, mas sofreu um declínio após a Primeira Guerra Mundial. Nesse período, Seabury Stanton tomou o controle da empresa, cujo investimento e esforços foram recompensados com lucratividade, após a Grande Depressão. Após a fusão, a Berkshire Hathaway tinha 15 usinas que empregavam mais de 12 mil trabalhadores, com 120 milhões de dólares em receitas e era sediada em New Bradford, Massachusetts. Entretanto, sete desses locais fecharam, acompanhada por demissões de grande porte.
Em 1962. Warren Buffett começou a comprar ações da Berkshire Hathaway, após alguns confrontos com a família Stanton, ele comprou ações suficientes para mudar os administradores e então controlar a companhia.
Assim que Buffet assumiu a empresas, cessou o pagamento de dividendos, retendo 100% dos lucros.
Buffett inicialmente continuou com a os negócios têxteis, mas em 1967 ele expandiu sua companhia para outros investimentos. Berkshire inicialmente aventurou-se no ramo dos seguros, com a compra da National Indemnity Company. No final da década de 1970, Berkshire adquiriu uma participação no capital da GEICO, que constitui o núclero de suas operações de seguro (e é uma importante fonte de capital para outros investimentos para Berkshire Hathaway). Em 1985 as operações têxteis foram fechadas.
As ações Classe A da empresa foram vendidas por US$ 99.200 em Dezembro de 2009, fazendo delas as ações com o mais alto valor já negociadas na Bolsa de Valores de Nova Iorque. Em 2006, as ações foram fechadas com o valor de US$ 100 mil, mas a maior alta aconteceu em 2007, quando foram negociadas por US$ 150 mil.
O diretor da companhia, Warren Buffet é respeitado por sua coragem em investir e sua profunda sabedoria no mundo dos negócios. Suas cartas anuais são famosas e lidas aos seus funcionários e em 2007, sua empresa foi considerada a empresa mais respeitada do mundo.
Em 2005, Buffett contava com 38% das ações da Berkshire Hathaway. O vice-presidente Charlie Munger também contava com uma porcentagem suficiente para faze-lo bilionário e os investimentos de David Gottesman e Franklin Otis Booth resultaram que eles tornaram-se bilionários também. A Cascade Investments LLC de Bill Gates é o segundo maior acionista da Berkshire, possuindo 5% das ações de categoria B.
A Berkshire Hathaway é conhecida pois nunca dividiu suas ações, o que contribuiu para o alto preço e baixa liquidez destes títulos. Esta recusa reflete o desejo de atrair investidores de longo prazo em vez de especuladores de curto prazo. A reunião anual dos acionistas acontece no Qwest Center em Omaha, Nebraska e é visitada por 20 mil pessoas. A reunião de 2007 contou com 27 mil acionistas.
O salário do diretor é de 100 mil dólares por ano, sendo assim um salário muito baixo, comparado ao de outros diretores de grandes empresas dos Estados Unidos.
Em 2022, figurou em sétimo lugar no ranking da Fortune, que reúne as 500 maiores empresas dos Estados Unidos por faturamento.

## Diretoria
Os membros da mesa de diretores da Berkshire Hathaway são: Warren Buffett, Charlie Munger, Walter Scott Jr., Thomas S. Murphy, Howard Graham Buffett, Ronald Olson, Donald Keough, Charlotte Guyman, David Gottesman, Bill Gates, Stephen Burke e Susan Decker.

## Negócios

### Grupo de seguros
Os negócios de seguros são conduzidas por mais de 50 companhias. Berkshire fornece seguros e resseguros de propriedades e acidentes principalmente nos Estados Unidos. Além disso, como resultado da aquisição da General Re em dezembro de 1998, Berkshire também conta com seguros de vida, acidentes e plano de saúde. As empresas de seguros da Berkshire mantêm forna de capital em níveis excepcionalmente elevados. O faturamento das empresas de seguros da Berkshire Hathaway foi de US$ 48 bilhões (2004).
- GEICO — Berkshire adquiriu GEICO em Janeiro de 1996. GEICO é sediada em Chevy Chase, Maryland e suas principais subsidiárias incluem: Companhia de Seguros dos Trabalhadores Governamentais, Companhia de Seguros Geral GEICO, Companhia de Indenização GEICO e a Companhia de Acidentes GEICO.
- General Re — Berkshire adquiriu a General Re em Dezembro de 1998. General Re opera negócios de seguros em aproximadamente 72 cidades em todo o mundo. General Re opera os seguintes ramos do seguro: acidentes, seguros de vida e saúde e baseiam-se principalmente em Stamford, Connecticut e Colonia, na Alemanha. É uma das maiores seguradoras do mundo (baseando-se em valores líquidos e capitais).
- NRG (Nederlandse Reassurantie Groep) — Berkshire adquiriu a NRG, uma empresa alemã, em 2007.
- Berkshire Hathaway Assurance — Berkshire criou uma companhia de seguros para garantir títulos municipais e estaduais. Estas ligações são emitidos por governos locais para financiar projetos de obras públicas, como escolas, hospitais, estradas e sistemas de esgoto. Poucas empresas são capazes de competir nessa área.

### Utilidades e grupo de energia
Berkshire tem posse de 83.7% da Companhia Gestora de Energia MidAmerican. A maior empresa subsidiária da MidAmerican é a CE Electric UK.

### Fabricação, serviços e varejo

#### Vestuário
Os negócios de vestuário da Berkshire incluem fabricação e distribuição de uma variedade de roupas e calçados. Empresas ligadas a Berkshire, no ramo de fabricação e distribuição de roupas incluem Union Underwear Corp — Fruit of the Loom, Garan, Fechheimer Brothers e Russell Corporation. Os negócios de calçados incluem H.H Brown Shoe Group, Acme Boots e Justin Brands. Berkshire adquiriu Fruit of the Loom em 2002 por US$ 835 milhões. A empresa é sediada em Bowling Green, Kentucky. Berkshire adquiriu Russell Corporation em 2006 por US$ 600 milhões ou US$ 18 por ação.

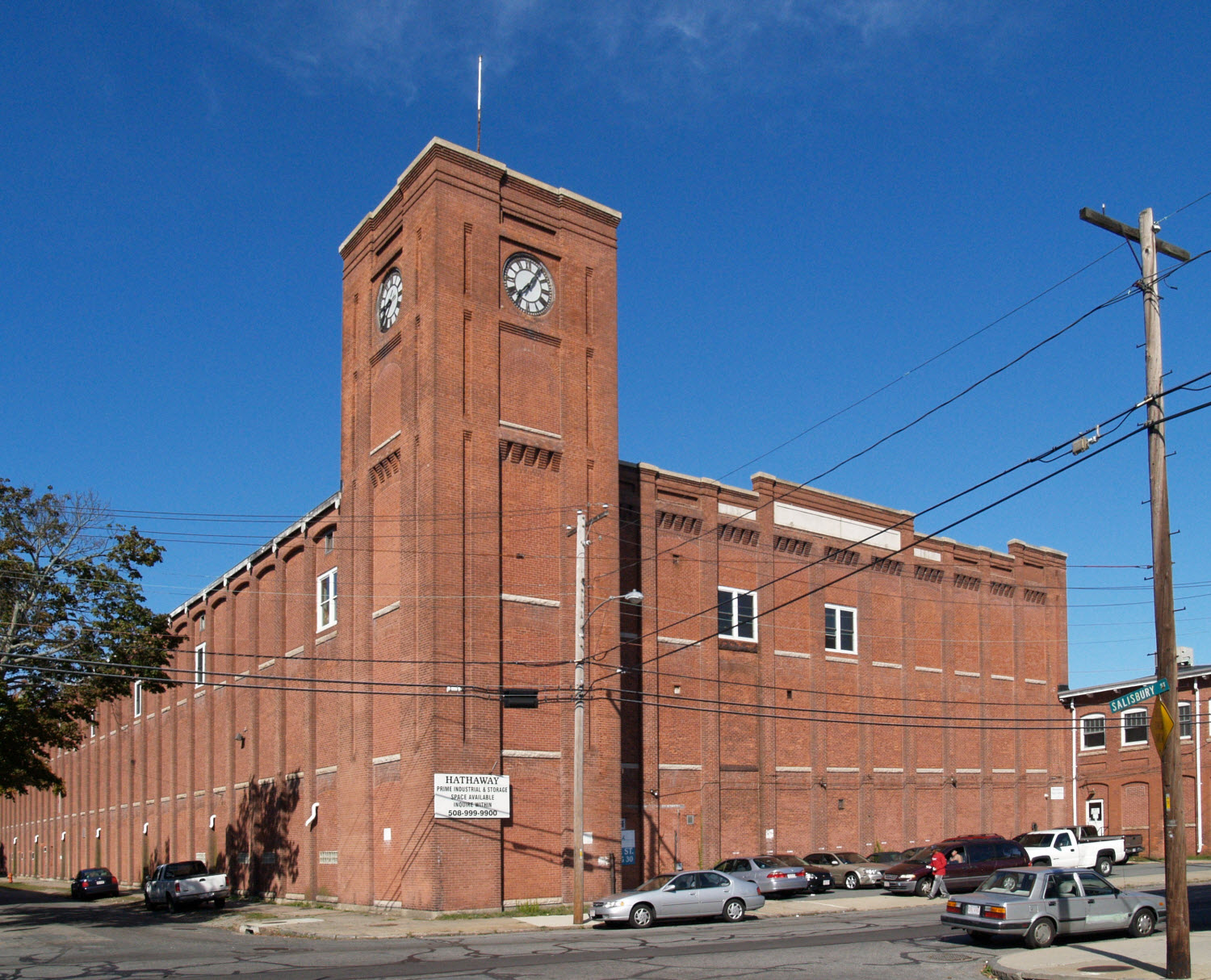
Berkshire Hathaway

#### Produtos de construção
Em agosto de 2000, Berkshire ingressou nos negócios de construções com a aquisição da Acme Building Brands. Também fez a aquisição da Benjamin Moore e Co em dezembro de 2000. Adquiriu Johns Manville em fevereiro de 2001 e 90% da MiTeK Inc. em Julho de 2001. Suas últimas aquisições incluem Shaw Industries em 2001 e Clayton Homes em 2003.

#### Serviços de voo
Em 1996 a Berkshire adquiriu a FlightSafety International Inc, empresa com sede em LaGuardia Airport em Flushing, Nova Iorque. A FSI dedica-se, primeiramente, a formação de alta tecnologia para os operadores de aeronaves e navios. Berkhisre adquiriu a NetJets Inc. em 1998, que é empresa líder de programas de propriedades fraccionadas de aeronaves.

#### Varejo / tecidos
Os negócios de varejo, ou comércio a retalho, da Berkshire são: Nebraska Furniture Mart, R.C. Willey Home Furnishings, Star Furniture Company, CORT Business Services Corporation e Jordan's Furniture Inc. Em 2000 foi adquirido 80,1% da empresa CORT.
Em 2002, Berkshire adquiriu The Pampered Chef, Ltd', a maior vendedora de utensílios para cozinha dos Estados Unidos. Conta com mais de 65 mil representantes de vendas independentes para vender seus produtos.
Outras empresas adquiridas pela Berkshire foram a See's Candies, que fabrica caixas de chocolate e outros produtos de confeitaria em duas grandes cozinhas na Califórnia e a Dairy Queen, que tem aproximadamente 6 mil lojas operando sobre os nomes: Dairy Queen, Orange Julius e Karmelkorn.

#### Outros
Marmon Holdings Inc foi adquirida em 2007. Um conglomerado fundado pela família Pritzker a cinquenta anos atrás. Entre suas operações, estão a produção de tanques de carros, carrinhos para mercados, encanamentos, fechos e fios de metal e produtos para tratamento de água.
Berkshire adquiriu a McLane Company em maio de 2003 da Wal-Mart, comprando também outras subsidiárias como Professional Datasolutions e Salado Sales. McLane presta serviços de distribuição em todos os 50 estados dos Estados Unidos e no Brasil.
Scott Fetzer Companies — são um grupo diversificado de 21 ramos de manufatura e distribuição de produtos residenciais, industriais e institucionais. Outros significantes negócios são: Kirby Home Cleaning Systems, Wayne Water Systems e Campbell Hausfeld Products.
Em 2002, Berkshire adquiriu Albecca Inc., que é sediada em Norcross, Georgia. Albecca projeta, fabrica e distribui produtos de enquadramento personalizado, incluindo madeira e moldagens de metais, vidro, equipamentos e suprimentos de elaboraçãode outros. E no mesmo ano adquiriu a CTB International Corp., que tem Milford, Indiana como sede. É uma empresa que projeta, produz e comercializa sistemas utilizados na indústria de grãos e na produção de aves, suínos e ovos. Os produtos são produzidos nos Estados Unidos e na Europa e são vendidos através de uma rede global de revendedores e distribuidores independentes.
Em 2011, conheceu a Probraz Company Ltda, uma empresa brasileira a qual despertou seu interesse na aquisição de parte desta empresa, com objetivo de entrar no comércio exterior a partir do Brasil.
A Berkshire Hathaway, sob a liderança de Warren Buffett, está listada na Bolsa de Valores de Nova York desde 1965. Em 1996, uma nova Classe B foi oferecida aos investidores. O preço das ações Classe A e B da Berkshire Hathaway flutua de forma idêntica, para cima e para baixo, diariamente. Em cinquenta e oito anos, o preço das ações registou apenas onze anos de desempenho negativo (1966, 1970, 1973, 1974, 1984, 1990, 1999, 2002, 2008, 2011, 2015). De 1965 a 2023, o desempenho médio anual foi de 19,8%.

#### Finanças e produtos financeiros
Berkshire adquiriu a XTRA Lease em setembro de 2001. XTRA tem sua sede em Missouri e é a líder em locação equipamentos de transporte. XTRA tem uma frota diversificada de 105 mil unidades, constituindo um investimento líquido de aproximadamente US$ 1 bilhão. A frota inclui trailers de armazenamento, chassis, reboques e recipientes para containers.

### Investimentos
As empresas em que a Berkshire tem uma participação maior a 5% são:
- Burlington Northern Santa Fe Corp. (subsidiária integral)
- Wesco Financial Corporation (80%)
- Moody's Corporation (19,1%)
- USG (19%)
- The Washington Post Company (18,2%)
- American Express (13,1%)
- Wells Fargo (9,2%)
- Gillette (9,1%)
- Coca-Cola Company (8,6%)
- Kraft Heinz (26%)

#### Investimentos
Berkshire tem US$ 27 bilhões em títulos de renda fixa, principalmente títulos do governo e de empresas estrangeiras.

#### Outros
Em 2008 Berkshire comprou ações de Wrigley, Goldman Sachs e GE, totalizando US$ 14.5 bilhões.
Em Novembro de 2009 Berkshire Hathaway anunciou que, usando US$ 26 bilhões, iria adquirir o restante da BNSF Railway que ainda não possuía. Esta foi a maior aquisição na história da Berkshire.